# José Luis Roldán
José Luis Roldán Carmona (La Zubia, Granada, 13 de noviembre de 1985) es un ciclista español. Debutó como profesional en la temporada 2009, de la mano del equipo Andalucía-Cajasur.
El 29 de julio de 2015 anunció su retirada del ciclismo tras cinco temporadas como profesional y con 30 años de edad.

## Palmarés
No logró victorias como profesional.

## Resultados en Grandes Vueltas
| Carrera         | 2009 | 2010 | 2011 | 2012 |
| --------------- | ---- | ---- | ---- | ---- |
| Giro de Italia  | -    | -    | -    | -    |
| Tour de Francia | -    | -    | -    | -    |
| Vuelta a España | -    | -    | 98.º | -    |

-: no participa 
Ab.: abandono 

## Equipos
- Andalucía (2009-2012)
  - Andalucía-Cajasur (2009-2010)
  - Andalucía Caja Granada (2011)
  - Andalucía (2012)
- Keith Mobel-Partizan (2015)